# السلامة (تعز)
السلامة هي إحدى قرى جمهورية اليمن. وهي تتبع جغرافيًا لمحافظة تعز. وإداريًا لمديرية مقبنة. يبلغ تعداد سكانها 2853 نسمة حسب الإحصاء الذي جرى عام 2004.